# Чечилія Сала
Чечилія Сала (італ. Cecilia Sala; 26 липня 1995) — італійська журналістка, яка спеціалізується на політичній та військовій журналістиці, як авторка і військова кореспондентка. Її батько — Ренато Сала (італ. Renato Sala) — є незалежним членом Правління італійського комерційного банку Banca Monte dei Paschi di Siena..

## Біографія
Сала народилася 26 липня 1995 року в Римі.
2015 року вона почала працювати кореспонденткою і репортеркою журналу Vice, а з 2016 — професійною журналісткою у телепрограмі каналу La7 «Державні послуги». Пізніше вона писала також для журналів L'Espresso та Vanity Fair, а також працювала для RAI, Fremantle Media та телевізійної програми La7 «Вісім з половиною».
З 2019 року Сала працювала в Il Foglio ; вона також є авторкою для Huffington Post, Mondadori та компанії Chora Media, що випускає подкасти.
Працюючи в щоденній італійській газеті Il Foglio, вона була іноземною кореспонденткою, зокрема з Венесуели та Чилі, а також військовою кореспонденткою з Афганістану (наступ талібів у 2021 році) та України (російсько-українська війна). Вона також писала репортажі з Ірану як до, так і під час ірано-ізраїльського конфлікту 2024 року.
19 грудня 2024 року, коли вона перебувала в Ірані за журналістською візою, її заарештували в Тегерані та помістили в одиночну камеру в'язниці Евін. Про це стало відомо лише 27 грудня. 30 грудня 2024 року Міністерство культури Ірану підтвердило, що вони заарештували її за «порушення законів Ісламської Республіки».
Її заарештували три дні по тому як Італія арештувала іранського інженера Мохаммеда Абедіні Наяфабаді (англ. Mohammad Abedini Najafabadi) в аеропорту Мілан-Мальпенса на вимогу США, які звинувачують його, разом із спільником, арештованим у країні, в обході ембарго та постачання матеріалів іранському корпусу вартових Ісламської революції.
8 січня 2025 року вона була звільнена владою Ірану, і того ж дня повернулася на батьківщину.

## Видання
- Chiara Lalli; Cecilia Sala (2021). Il caso Marta Russo. Milano: Mondadori. ISBN 9788804739791. OCLC 1350716230.
- Cecilia Sala (2023). L'incendio. Milano: Mondadori. ISBN 8804735422. OCLC 1401104309. (укр. Пожежа[7])

## Виноски
1. ↑  OPAC SBN
2. ↑  Cecilia Sala in redazione al 'Foglio' — 2022.
3. ↑  https://review.ilfoglio.it/autore/cecilia-sala/
4. 1 2  Catalog of the German National Library
5. 1 2 3 4  резюме
6. ↑  інтерв'ю
7. 1 2  Заява Виконавчої Ради Українського ПЕН на підтримку журналістки Чечилії Сала. 30.12.2024. Процитовано 30.12.2024.
8. ↑  Independent Director pursuant to the combined provisions of the By-Laws, Ministerial Decree 169/2020, Italian Legislative Decree 58/1998 (Consolidated Law on Finance) and the Corporate Governance Code.
9. 1 2 3  Cecilia Sala in redazione al 'Foglio'. Prima Online (італ.). 1 квітня 2022. Процитовано 29 грудня 2024.
10. 1 2 3  Un giornalismo in movimento, tra reportage all'estero e Polvere – con Cecilia Sala (S02 E05). Giornalisti al Microfono (італ.). 3 грудня 2020. Процитовано 29 грудня 2024.
11. 1 2  Chi è Cecilia Sala, genitori, compagno, anni, carriera e libri della giornalista arrestata in Iran mentre girava il podcast Stories. Il Giornale d'Italia (італ.). 27 грудня 2024. Процитовано 29 грудня 2024.
12. ↑  Tondo, Lorenzo (27 грудня 2024). Italian journalist arrested and held in solitary confinement in Iran. The Guardian. Процитовано 28 грудня 2024.
13. ↑  Iran confirms arrest of Italian journalist Cecilia Sala. Al Arabiya English (англ.). 30 грудня 2024. Процитовано 30 грудня 2024.
14. ↑  Mohammad Abedini Najafabadi, chiesti arresti domiciliari per iraniano fermato a Malpensa [Mohammad Abedini Najafabadi, house arrest requested for Iranian stopped at Malpensa airport]. Sky Italia.
15. ↑  Office of Public Affairs (16 грудня 2024). Founder of Iranian Company Arrested for Providing Material Support to the Islamic Revolutionary Guard Corps (IRGC), and for Scheme to Procure Sensitive U.S. Technology for Use in IRGC Military Drones, One of Which Killed Three U.S. Servicemembers. justice.gov. United States Department of Justice. Процитовано 30 грудня 2024.
16. ↑  Rilascio di Cecilia Sala, la nota di Palazzo Chigi. Голова Ради міністрів Італії (італ.). 8 січня 2025. Процитовано 8 січня 2025.